# Ianuarie 2000
Acest articol este generat integral pe baza informațiilor din articolul 2000 și este actualizat periodic de un robot.
 Editările făcute în articol vor fi șterse la următoarea actualizare! Dacă doriți să faceți modificări, editați articolul-sursă.

ianuarie -
februarie -
martie -
aprilie -
mai -
iunie -
iulie -
august -
septembrie -
octombrie -
noiembrie -
decembrie
Ianuarie 2000 a fost prima lună a anului și a început într-o zi de sâmbătă.

## Evenimente

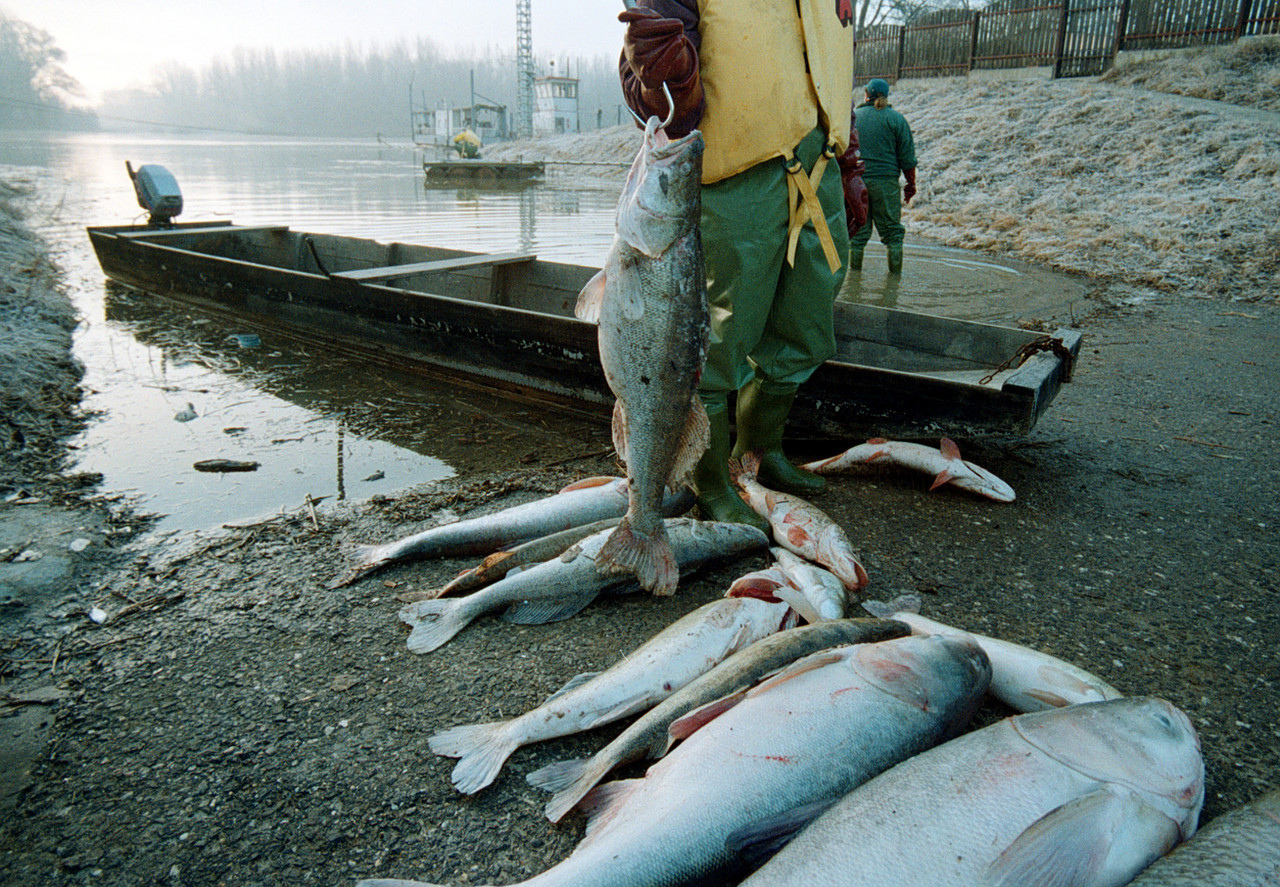
Scurgerea de cianură de la Baia Mare

- 1 ianuarie: Limba arabă devine unica limbă oficială în Tunisia, în detrimentul limbii franceze, utilizată până în acest an pe scara largă în administrația țării.
- 16 ianuarie: Eclipsă totală de soare. Vizibilitate maximă în SUA, Canada și America de Sud.
- 30-31 ianuarie: Are loc Scurgerea de cianură de la Baia Mare. Cianura deversată a afectat râurile Săsar, Lăpuș, Someș, Tisa și Dunăre, înainte de a ajunge la Marea Neagră.

## Nașteri
- 5 ianuarie: Roxen (n. Larisa Roxana Giurgiu), cântăreață română
- 8 ianuarie: Noah Cyrus (Noah Lindsey Cyrus), actriță și cântăreață americană
- 19 ianuarie: Alexandru Ilie, fotbalist

## Decese

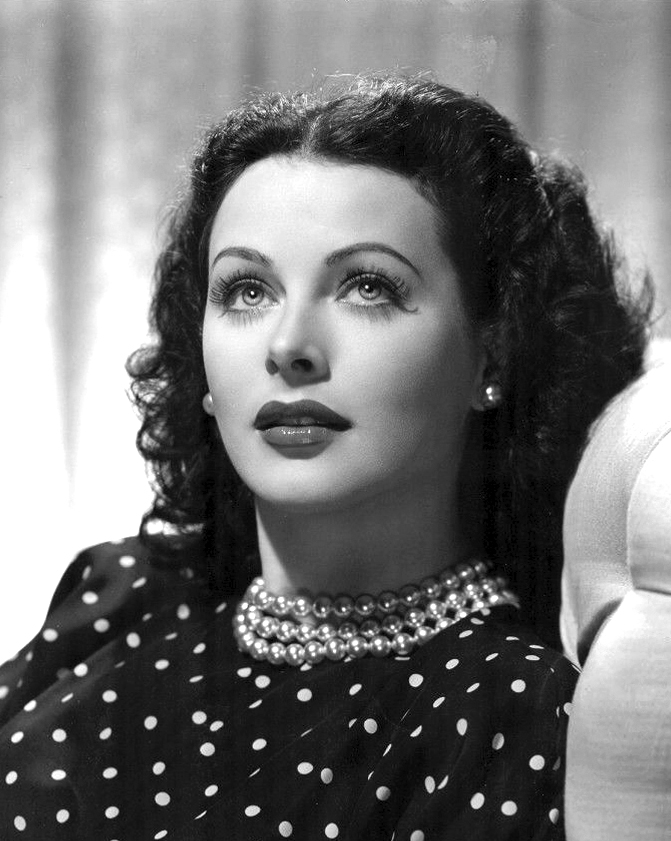
Hedy Lamarr

- 1 ianuarie: Gheorghe Popescu, 80 ani, fotbalist român (atacant), (n. 1919)
- 2 ianuarie: Maria Mercedes de Bourbon (n. María de las Mercedes Cristina Genara Isabel Luísa Carolina Victoria), 89 ani, mama regelui Juan Carlos I al Spaniei (n. 1910)
- 4 ianuarie: Erwin Knausmüller, 87 ani, actor sovietic (n. 1912)
- 8 ianuarie: Elemér Apor, 92 ani, scriitor maghiar (n. 1907)
- 8 ianuarie: Martha Kessler (Martha Bugariu-Kessler), 70 ani, cântăreață română de operă (n. 1930)
- 14 ianuarie: Clifford Truedell (Clifford Ambrose Truesdell), 80 ani, matematician american (n. 1919)
- 16 ianuarie: Robert R. Wilson, fizician american (n. 1914)
- 17 ianuarie: Ion Rațiu (n. Ion Augustin Nicolae Rațiu), 82 ani, politician român, vicepreședinte al Partidului Național Țărănesc Creștin Democrat (n. 1917)
- 19 ianuarie: Bettino Craxi, 65 ani, politician italian (n. 1934)
- 19 ianuarie: Hedy Lamarr (n. Hedwig Eva Maria Kiesler), 85 ani, actriță americană de origine austriacă (n. 1914)
- 20 ianuarie: Nicolae Ioana, 60 ani, scriitor român (n. 1939)
- 20 ianuarie: Nicolae Ioana, scriitor român (n. 1939)
- 21 ianuarie: Victor Cavallo (n. Vittorio Vitolo), 52 ani, actor italian (n. 1947)
- 23 ianuarie: Ecaterina Ciorănescu-Nenițescu, 91 ani, chimistă română (n. 1909)
- 26 ianuarie: Willie Hamilton, 82 ani, politician britanic (n. 1917)
- 26 ianuarie: Jean-Claude Izzo, 54 ani, scriitor francez (n. 1945)
- 26 ianuarie: A. E. van Vogt (Alfred Elton van Vogt), 87 ani, scriitor canadian de literatură SF (n. 1912)
- 29 ianuarie: Andrei Gherguț, 83 ani, preot romano-catolic român (n. 1916)